# Microxydia
Microxydia is een geslacht van vlinders van de familie spanners (Geometridae), uit de onderfamilie Ennominae.

## Soorten
- M. colorata Warren, 1904
- M. fulvicollis Warren, 1905
- M. gigantula Warren, 1905
- M. orsitaria Guenée, 1858
- M. pulveraria Schaus, 1901
- M. pumaria Warren, 1905
- M. ruficomma Prout, 1910
- M. strigosa Warren, 1904
- M. trigonifera Prout, 1910
- M. vestigiata Dognin, 1913
- M. warreni Dognin, 1916